# Vienna (Wisconsin)
Vienna – miasto w Stanach Zjednoczonych, w stanie Wisconsin, w hrabstwie Dane.